# بيج كينيدي
بيج كينيدي (بالإنجليزية: Page Kennedy)‏ هو ممثل أمريكي، ولد في 23 نوفمبر 1976 في الولايات المتحدة.

## أعمال

### أفلام
- (2003) سوات[5]
- (2005) الدجاجة الآلية
- (2018) ذا ميغ[6]

### مسلسلات
- اسمي إيرل
- الدجاجة الآلية
- ربات بيوت يائسات
- كولد كيس
- ويدز

## وصلات خارجية
- بيج كينيدي على موقع IMDb (الإنجليزية)
- بيج كينيدي على موقع ألو سيني (الفرنسية)
- بيج كينيدي على موقع ميوزك برينز (الإنجليزية)
- بيج كينيدي على موقع أول موفي (الإنجليزية)
- بيج كينيدي على موقع قاعدة بيانات الأفلام السويدية (السويدية)
- بيج كينيدي على موقع أول ميوزيك (الإنجليزية)
- بيج كينيدي على موقع ديسكوغز (الإنجليزية)
- بيج كينيدي على موقع قاعدة بيانات الفيلم (الإنجليزية)
- بيج كينيدي على موقع كينوبويسك (الروسية)